# Jennifer Lien
Jennifer Anne Lien (Palos Heights, Illinois; 24 de agosto de 1974) es una exactriz estadounidense, más conocida por interpretar a la extraterrestre Kes en la serie de televisión Star Trek: Voyager.

## Primeros años
Jennifer Lien nació en Palos Heights, Illinois, el 24 de agosto de 1974, como la más joven de tres hijos. Se unió al Centro de Teatro de Illinois a la edad de 13 años.
En una entrevista de 1992, dijo: «[...] mi infancia fue salvaje porque yo estaba muy incómoda de vivir donde vivía (el South Side de Chicago). Era muy industrial, yo era sólo mi propia persona, y yo había adoptado esta piel muy dura porque entendí que solo así sobreviviría. Muchos de mis amigos estaban en las drogas, y vi a muchos de ellos morir».
En una entrevista de 1993, dijo: «Cuando yo era una niña pequeña en Chicago, yo siempre solía fingir que era otra persona. Escribí pequeñas obras de teatro, yo era un marimacho, me juntaba mucho con los chicos. Nunca tuve mucho interés en salir con chicas. Siempre estaba escribiendo obras de teatro o veía películas o leía libros, y cuando estaba en séptimo grado en la secundaria, me uní al club de teatro y encontré que podría encajar perfectamente. Ahí podía relajarme, y podía hacer lo que quisiera. Empecé a pensar que allí podría hacer una diferencia, y que podría hacer feliz a la gente. Me sentí como que había hecho al mundo un poco mejor por un tiempo. Luego, con el asesoramiento de un profesor de octavo grado, fui a la clase de actuación, y luego conseguí un agente. Hice películas industriales y algo de teatro. Pronto, los directores de casting comenzaron a contratarme y luego me dieron una entrevista con la gente de AW (Another World). Me gustó, me pidieron que viniera a Nueva York, ¡así que aquí estoy!».

## Carrera
Su primera aparición en televisión fue en un anuncio de chicle interpretando a dos gemelas. Su primera aparición en una serie de televisión fue como un estudiante de la academia de música en un episodio de Brewster Place, protagonizada por Oprah Winfrey, en 1990. Ese mismo año proporcionó su voz para la versión de doblaje en inglés de Baby Blood, una película de terror francesa. Lien se mudó a Nueva York en 1991 después de que fuera elegida para el papel de Hannah Moore en la novela Another World, en 1991. Asistió y se graduó de la Escuela de Niños Profesionales mientras trabajaba en esta serie.
En una entrevista de 1992, Lien dijo: "Hace un par de años, estaba tratando de conseguir una audición para una película de béisbol, así que me dije que podía jugar al béisbol. Siempre habíamos jugado mucho mientras estaba creciendo, en lugares como el patio trasero. Pero cuando me presenté en la audición, me enfrenté con estas mujeres de testosterona tipo Goliat, quienes realmente podían jugar. Pude sobrevivir a los dos días de entrenamiento y las audiciones, pero, básicamente, ¡me estiré todos los músculos de mi cuerpo!"
En 1993, fue elegida como Roanne en Phenom, una comedia protagonizada por Judith Light. Ese año también participó en la grabación de Adam Sandler en su álbum de comedia They're All Gonna Laugh At You, en la que interpretaba a la parte del Valedictorian en la pista  "The Buffoon And The Valedictorian".
En 1994, fue elegida como Kes en Star Trek: Voyager. Su personaje era una Ocampa, una especie en el universo de Star Trek que vive por solo 8 o 9 años, y que se une a la tripulación de la nave después de que esta queda varada a 75.000 años luz de la Tierra. La actriz fue liberada de la serie en el comienzo de la temporada 4, para permitir que el presupuesto alcanzara para contratar a Jeri Ryan, quien se unió al reparto en el papel de Siete de Nueve. En 2000, Lien regresó para un episodio de la temporada 6 de Star Trek: Voyager titulado "Furia".
En una entrevista de 1995, Lien dijo lo siguiente acerca de su coprotagonista de Voyager: "Soy tan afortunada de que muchas de mis escenas son con Ethan. Es un hombre increíblemente talentoso, realmente genial y muy divertido. Siempre puede hacernos reír. Es la mejor situación posible para una actriz el trabajar frente a él".
En una entrevista de 1996, Lien dijo lo siguiente acerca de dos compañeros de reparto en Voyager: "Estaba trabajando en una escena en la enfermería el otro día con Kate y Bob Picardo, y ellos - ellos saben lo que están haciendo. Los dos son tan buenos actores. Yo pensé, 'Oh, Dios, soy tan afortunada de estar aquí!' No les he dicho nada a ellos, porque - no sé por qué yo no les dije nada. No es, probablemente el tipo de cosas que usted le dice a la gente. Yo estaba viendo el talento, la experiencia y la sabiduría en acción, la inventiva y la creatividad pasando enfrente de mí. Es un buen trabajo el que yo tengo".
Richard Lutz escribió: "El personaje que mejor encarna los valores humanos incrustados en la mitología de Star Trek es Kes, gracias en gran parte a Jennifer Lien, cuyo desempeño notable ha traído a la vida a un ser hermoso como una joven (Ocampa) cuya corta vida y su humanidad nos recordará a nosotros que el elemento más importante de una vida digna de ser vivida es una conexión amorosa con los demás seres humanos".
Después de Voyager, Lien apareció en la película American History X como Davina Vinyard, la hermana menor del personaje de Edward Norton, Derek Vinyard. En 1998, Lien apareció en SLC Punk! interpretando a Sandy, la novia salvaje del personaje de Matthew Lillard, Stevo. También interpretó a la Agente "L" para las tres primeras temporadas de Hombres de negro: la serie animada (1997-1999) y en los primeros 7 episodios de la temporada del año 2000.

## Convenciones
Lien ha asistido a las diversas convenciones de ciencia ficción en relación con su papel como Kes cuando ella estaba trabajando en Voyager e incluso después del fin de su carrera cinematográfica.
En una entrevista de 1995, Lien dijo lo siguiente acerca de estas convenciones: "Las convenciones son algo dentro de sí mismo, un mundo único. Es una experiencia muy diferente, ya que puedo hablar con otras personas involucradas en el mundo de Star Trek, como autores y actores que forman otra muestra de Star Trek. También tengo la oportunidad de conocer a gente de otros espectáculos de ciencia ficción, ya que tienden a tener invitados de otras series en las convenciones a las que asisto. Los fanes aman las convenciones, aman a la satisfacción de las personas que participan en sus programas favoritos. Eso hace que usted quiere darles todo lo que pueda. Trato de decirles lo que está pasando, compartir mi risa y decirles acerca de la maravillosa experiencia que he estado teniendo en Voyager. La regeneración es tan positiva. Los aficionados parece que realmente gustan del espectáculo, y eso es bueno. Si tienen cualquier voto negativo, se lo dan a mí, también, lo cual está bien. Suelen ser muy respetuosos, y ellos vienen con cosas que son muy interesantes - positivas y negativas -. Y se dejan atrapar por ellas".

## Vida personal
Ella está casada con el escritor y cineasta Phil Hwang; su primer hijo, Jonás, nació el 5 de septiembre de 2002. Desde el nacimiento de su hijo, Lien se ha retirado de la actuación y trabajo de la voz en off; sin embargo, ella fue acreditada como productora ejecutiva en la película de su marido Geek Mythology (2008).
En agosto de 2010, Lien dijo que tenía la intención de trabajar como nutricionista después de completar sus estudios.
En julio de 2012, Lien fue arrestada en Harriman, Tennessee, por un presunto asalto doméstico.
En abril de 2015, Lien fue arrestada nuevamente en Harriman, Tennessee, y acusada de evadir el arresto, resistencia a la autoridad, imprudencia temeraria y asalto agravado en relación con un presunto delito de exceso de velocidad.
En septiembre de 2015, Lien fue arrestada por tercera vez en Harriman, Tennessee, por dos cargos de exposición, delito menor después de presuntamente exponerse a un niño menor de 13 años. Durante una discusión con un vecino (que al parecer comenzó con Lien criticando las habilidades de crianza de su vecino después de que sus hijos comenzaron a llorar), Lien supuestamente había expuesto sus pechos y nalgas después de haber dicho que "se ocupara de sus propios asuntos". Lien amenazó a la policía que la detuvo.

## Filmografía

### Cine
| Año  | Título             | Papel          | Notas        |
| ---- | ------------------ | -------------- | ------------ |
| 1990 | Baby Blood         | Yanka (voz)    | Debut de voz |
| 1998 | American History X | Davina Vinyard |              |
| 1998 | Hoofboy            | —              | Cortometraje |
| 1998 | SLC Punk!          | Sandy          |              |
| 2001 | Rubbernecking      | Enfermera      |              |

### Televisión
| Año       | Título                                        | Papel                               | Notas                                |
| --------- | --------------------------------------------- | ----------------------------------- | ------------------------------------ |
| 1990      | Brewster Place                                | Estudiante de la academia de música | Episodio: "One Small Step at a Time" |
| 1991–1992 | Another World                                 | Hannah Moore                        |                                      |
| 1993–1994 | Phenom                                        | Roanne                              | 22 episodios                         |
| 1994      | The Critic                                    | Valerie Fox                         | Episodio: "The Pilot"                |
| 1995      | Inside the New Adventure: Star Trek - Voyager | Ella misma                          | Especial de TV                       |
| 1995–2000 | Star Trek: Voyager                            | Kes                                 | 68 episodios                         |
| 1996      | Duckman: Private Dick/Family Man              | Actriz de película (voz)            | Episodio: "Apocalypse Not"           |
| 1996      | The Real Adventures of Jonny Quest            | Elise (voz)                         | Episodio: "Eclipse"                  |
| 1996      | Star Trek: 30 Years and Beyond                | Ella misma / Kes                    | Especial de TV                       |
| 1997      | Superman                                      | Inza Nelson (voz)                   | Episodio: "The Hand of Fate"         |
| 1997–2000 | Men in Black: The Series                      | Elle (voz)                          | 40 episodios                         |
| 1998      | Spawn                                         | Merrick (voz)                       | Episodio: "Hellzapoppin"             |
| 2003      | Battle Force: Andromeda                       | Alora (voz, rumoreado)              | 2 episodios                          |

### Teatro
| Año      | Título                           | Papel         | Notas                   |
| -------- | -------------------------------- | ------------- | ----------------------- |
| Pre 1992 | Androcles and the Lion           | Lavinia       | Illinois Theatre Center |
| Pre 1992 | Edmund                           | Glenna        | Illinois Theatre Center |
| Pre 1992 | Emergency Room                   | Shiela Brooks | Illinois Theatre Center |
| Pre 1992 | Otelo                            | Bianca        | Illinois Theatre Center |
| Pre 1992 | The Tempest                      | Miranda       | Illinois Theatre Center |
| Pre 1992 | Show Boat                        | —             | Illinois Theatre Center |
| Pre 1992 | When You Comin' Back, Red Ryder? | Cheryl        | Illinois Theatre Center |